# Марльборо (округ, Південна Кароліна)
Шаблон:StateAbbr_ 34°36′ пн. ш. 79°41′ зх. д. / 34.6° пн. ш. 79.68° зх. д.
Округ Марльборо (англ. Marlboro County) — округ (графство) у штаті Південна Кароліна, США. Ідентифікатор округу 45069.

## Історія
Округ утворений 1798 року.

## Демографія
За даними перепису 
2000 року 
загальне населення округу становило 28818 осіб, зокрема міського населення було 15206, а сільського — 13612.
Серед мешканців округу чоловіків було 14137, а жінок — 14681. В окрузі було 10478 домогосподарств, 7338 родин, які мешкали в 11894 будинках.
Середній розмір родини становив 3,14.
Віковий розподіл населення поданий у таблиці:
| Стать    | До 15 років | 15-21 | 22-29 | 30-39 | 40-49 | 50-65 | 65-85 | Понад 85 |
| -------- | ----------- | ----- | ----- | ----- | ----- | ----- | ----- | -------- |
| Чоловіки | 3125        | 1539  | 1678  | 2217  | 2098  | 2142  | 1242  | 96       |
| Жінки    | 3056        | 1346  | 1470  | 2042  | 2180  | 2375  | 1909  | 303      |

## Суміжні округи
- Річмонд, Північна Кароліна — північ
- Скотленд, Північна Кароліна — північний схід
- Робсон, Північна Кароліна — схід
- Діллон — схід
- Флоренс — південь
- Дарлінгтон — південний захід
- Честерфілд — захід
- Енсон, Північна Кароліна — північний захід

## Виноски
1. ↑  U.S. Decennial Census. United States Census Bureau. Архів оригіналу за 19 липня 2018. Процитовано 18 березня 2015.
2. ↑  Historical Census Browser. University of Virginia Library. Архів оригіналу за 11 серпня 2012. Процитовано 18 березня 2015.
3. ↑  Forstall, Richard L., ред. (27 березня 1995). Population of Counties by Decennial Census: 1900 to 1990. United States Census Bureau. Архів оригіналу за 2 лютого 2015. Процитовано 18 березня 2015.
4. ↑  Census 2000 PHC-T-4. Ranking Tables for Counties: 1990 and 2000 (PDF). United States Census Bureau. 2 квітня 2001. Архів оригіналу (PDF) за 18 грудня 2014. Процитовано 18 березня 2015.
5. ↑  State & County QuickFacts. United States Census Bureau. Архів оригіналу за 6 червня 2011. Процитовано 25 листопада 2013.(англ.) Наведено за англійською вікіпедією.
6. ↑  American FactFinder. Бюро перепису населення США. Архів оригіналу за 26 лютого 2012. Процитовано 31 січня 2008.

| США | Це незавершена стаття з географії США. Ви можете допомогти проєкту, виправивши або дописавши її. |